# Arroeda
Arroeda (en francès Arrouède) és un municipi francès situat al departament del Gers i a la regió d'Occitània.

## Geografia

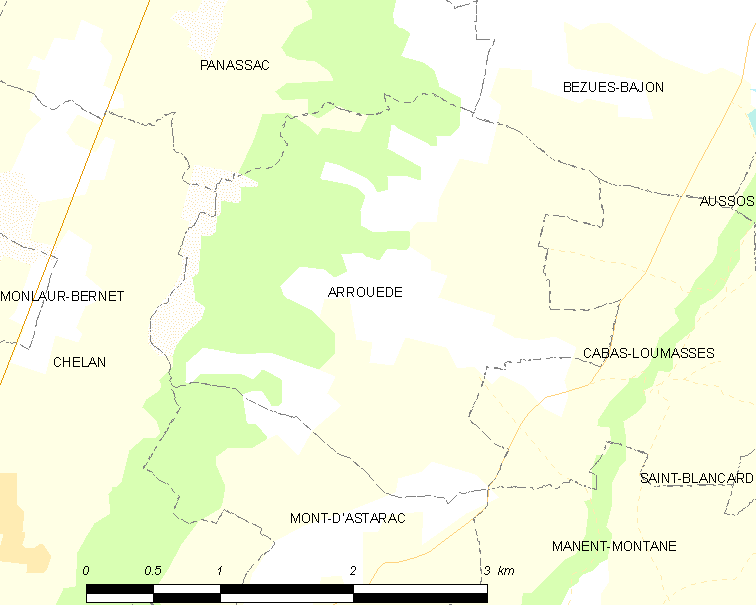
Mapa de la comuna de Arroeda

## Administració i política

### Alcaldes
| Període   | Identitat     | Partit        |
| --------- | ------------- | ------------- |
| 2001-2008 | René Couzinet | Divers gauche |
| 2008-     | Michel Ducos  |               |

## Demografia
| 1962                                       | 1968 | 1975 | 1982 | 1990 | 1999 | 2006 |
| ------------------------------------------ | ---- | ---- | ---- | ---- | ---- | ---- |
| 108                                        | 94   | 81   | 77   | 70   | 78   | 82   |
| Des de 1962: població sense dobles comptes |      |      |      |      |      |      |